# USS Connecticut (BB-18)
USS „Connecticut” (BB-18) – amerykański pancernik, okręt główny swojego typu, przedstawiciel ostatniego typu amerykańskich pancerników określanych mianem przeddrednotów.
Stępkę okrętu położono 10 marca 1903, a chrzest okrętu odbył się 29 września 1904 roku. Matką chrzestną była pani A. Welles – wnuczka Gideona Wellesa, Sekretarza Marynarki podczas wojny secesyjnej. Okręt wszedł do służby 29 września 1906 roku z komandorem Wiliamem Swiftem jako dowódcą.
Okręt w swoją pierwszą misję popłynął na Kubę w styczniu 1907, ale został natychmiast odwołany do Nowego Jorku po wybuchu wśród załogi epidemii duru brzusznego. Po ponownym wyjściu w rejs pancernik wszedł na mieliznę w pobliżu Culebry (Portoryko). Według gazety „The Washington Post”, kapitan wbrew radom nawigatora przeszedł ze złej strony boi nawigacyjnej co spowodowało wejście na mieliznę. Po dołączeniu do amerykańskiej Floty Atlantyckiej 16 kwietnia 1907 „Connecticut” został okrętem flagowym. Tego samego miesiąca uczestniczył w Prezydenckim Przeglądzie Floty i innych imprezach związanych z Ekspozycją Jamestown.

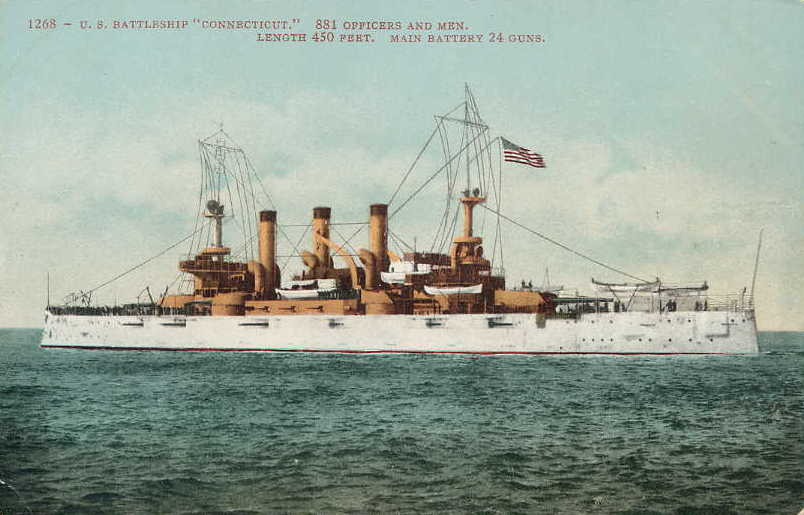
Pocztówka, wydana w San Francisco, prezentująca okręt

16 grudnia 1907, będąc stale okrętem flagowym, pancernik popłynął z Hampton Roads w rejs zespołowy dookoła świata (nazwany później rejsem Wielkiej Białej Floty). 8 maja 1908 Flota Atlantycka dołączyła do Floty Pacyficznej w Zatoce San Francisco i obie zostały poddane przeglądowi dokonanemu przez Sekretarza Marynarki. Następnie połączone floty razem popłynęły dalej (z pancernikiem „Connecticut” jako okrętem flagowym) dookoła świata pokazując światu siłę amerykańskiej marynarki. Flota wróciła do Hampton Roads 22 lutego 1909.
Służąc dalej jako okręt flagowy Floty Atlantyckiej do 1912 pancernik podróżował w pobliżu wschodniego USA i po Morzu Karaibskim podejmując rejsy ćwiczebne i uczestnicząc w różnego rodzaju uroczystościach. Pomiędzy 2 listopada 1910 a 17 marca 1911 okręt odbył długą podróż po europejskich wodach. Pomiędzy 1913 a 1915 „Connecticut” służył w Czwartym Dywizjonie Floty Atlantyckiej, zwykle jako okręt flagowy. Poza krótkim rejsem na Morze Śródziemne w październiku i listopadzie 1913, pancernik służył na Karaibach chroniąc amerykańskich obywateli i interesów kraju w czasie niepokojów społecznych w Meksyku i na Haiti.
Po naprawach i tymczasowej służbie jako okręt koszarowy dla młodych marynarzy w stoczni filadelfijskiej w 1916 „Connecticut” wrócił do normalnej służby 3 października 1916 jako okręt flagowy Piątej Dywizji Floty Pancerników Floty Atlantyckiej (Fifth Division, Battleship Force, Atlantic Fleet). Nadal operował na wodach położonych w pobliżu wschodniego wybrzeża USA i na Karaibach do momentu przystąpienia USA do I wojny światowej. W czasie tego konfliktu okręt bazował w York River w stanie Wirginia i odbywał ćwiczenia w Zatoce Chesapeake. Okręt służył do trenowania kadetów i obsady dział dla floty handlowej. Pod koniec wojny okręt służył jako transportowiec. Pomiędzy 6 stycznia a 22 czerwca 1919 odbył cztery podróże z żołnierzami wracającymi z Francji. 23 czerwca ponownie zmieniono przydział okrętu i pancernik ponownie stał się okrętem flagowym – tym razem 2 Dywizjonu Pancerników (Battleship Squadron 2) Floty Atlantyckiej.

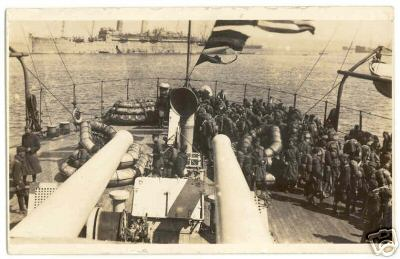
Pocztówka przedstawiająca pancernik wykorzystywany jako transportowiec wojska w 1919

W lecie 1920 „Connecticut” popłynął na Karaiby i na Zachodnie Wybrzeże USA zabierając w rejs kadetów i uczestników rezerwy. Następne lato spędził na podobnym rejsie – tym razem na wodach europejskich. Po powrocie do Filadelfii 21 sierpnia 1921 okręt został przydzielony jako okręt flagowy do Floty Pacyfiku. Dotarł do San Pedro w Kalifornii 28 października, a podczas rejsu w czasie następnego roku wziął udział w ćwiczeniach. Pancernik wszedł do Puget Sound Navy Yard 16 grudnia 1922 i został tam wycofany ze służby 1 marca 1923. Okręt sprzedano na złom 1 listopada 1923 zgodnie z ustaleniami traktatu waszyngtońskiego.